# Mary Ellen Clark
Mary Ellen Clark (Abington, 25 dicembre 1962) è un'ex tuffatrice statunitense.
Ha rappresentato la Stati Uniti ai Giochi olimpici estivi di  Barcellona 1992 e  Atlanta 1996 vincendo in entrambe le edizioni la medaglia di bronzo nel concorso dei tuffi dalla piattaforma 10 metri.

## Palmarès
- Giochi olimpici

Barcellona 1992: bronzo nella piattaforma 10 m
Atlanta 1996: bronzo nella piattaforma 10 m